# Leptospira interrogans
Leptospira interrogans és una espècie de Leptospira, amb flagels periplasmàtics, el nom del qual ve donat per la forma de signe d'interrogació que presenta sovint quan s'observa a través d'un microscopi. Els serotips patògens més importants d'aquesta espècie són Canicola, Icterohaemorrhagiae i Australis, i pot sobreviure en l'aigua neutra o lleugerament alcalina durant 3 mesos o més. És difícil de cultivar, ja que requereix mitjans especials i períodes prolongats d'incubació.
L. interrogans infecta animals salvatges i domèstics, inclosos els gossos; els éssers humans són amfitrions accidentals. Sol ser transmès als humans a través del contacte amb orina animal infectada, ja sigui directament o suspesa en aigua. Penetra a través de fissures de l'epidermis de la pell o per membranes mucoses i es pot replicar en el fetge i els ronyons. La infecció es coneix com a leptospirosi, que pot ser asimptomàtica, una malaltia no específica suau, o bé provocar la síndrome de Weil i la mort per danys hepàtics i insuficiència renal. Els factors de risc per a la infecció inclouen treballar en clavegueres, l'agricultura o activitats en contacte amb aigua.